# Kenichi Hirai
Kenichi Hirai (平井 健一, Hira'i Ken'ichi), né le 19 mars 1950 à Tokyo, est un joueur de tennis japonais.

## Carrière
Joueur de tennis amateur, Kenichi Hirai a fait quelques incursions sur le circuit professionnel entre 1971 et 1979, réalisant ses principaux résultats en double avec Toshiro Sakai au cours de la saison 1974. Quart de finaliste à Roland-Garros, ils disputent également deux finales à Düsseldorf et Hobart et obtiennent une médaille d'or aux Jeux asiatiques à Téhéran.
Il a participé à 11 reprises au tournoi de Wimbledon et parvient à en sortir des qualifications en 1976 et élimine le soviétique Vadim Borisov au premier tour.
Il compte 19 sélections en équipe du Japon de Coupe Davis entre 1973 et 1981 avec un bilan de 21 victoires pour 12 défaites.

## Palmarès
| No | Date       | Nom et lieu du tournoi           | Catégorie  | Dotation | Surface      | Vainqueurs              | Partenaire    | Score    |  |
| -- | ---------- | -------------------------------- | ---------- | -------- | ------------ | ----------------------- | ------------- | -------- |  |
| 1  | 08-07-1974 | Düsseldorf Grand Prix Düsseldorf | Grand Prix | 10 000 $ | Terre (ext.) | Jiří Hřebec Jan Kodeš   | Toshiro Sakai | 6-1, 6-4 |  |
| 2  | 01-12-1974 | Hobart Open Hobart               |            | NC $     | NC           | Ross Case Geoff Masters | Toshiro Sakai | 6-4, 7-6 |  |

## Parcours dans les tournois duGrand Chelem

### En simple
| Année | Open d'Australie | Open d'Australie | Internationaux de France | Internationaux de France | Wimbledon       | Wimbledon     | US Open         | US Open    |
| ----- | ---------------- | ---------------- | ------------------------ | ------------------------ | --------------- | ------------- | --------------- | ---------- |
| 1971  | —                | —                | —                        | —                        | —               | —             | 1er tour (1/64) | Bob Hewitt |
| 1973  | 1er tour (1/64)  | John Newcombe    | —                        | —                        | 1er tour (1/64) | Jan Kodeš     | —               | —          |
| 1974  | 1er tour (1/64)  | Martin Robinson  | —                        | —                        | —               | —             | —               | —          |
| 1976  | —                | —                | —                        | —                        | 2e tour (1/32)  | Roscoe Tanner | —               | —          |

N.B. : à droite du résultat se trouve le nom de l'ultime adversaire.

### En double
N.B. : le nom du ou de la partenaire se trouve sous le résultat ; le nom des ultimes adversaires se trouve à droite.